# Jan Nesvadba
Jan Nesvadba, né le 4 août 1991 à Roprachtice, est un coureur cycliste tchèque spécialiste du cyclo-cross et du VTT.

## Palmarès en cyclo-cross
- 2007-2008
  -  Champion de République tchèque de cyclo-cross juniors
- 2016-2017
  - Toi Toi Cup #4, Kolín
  - 2e de la Toi Toi Cup
  - 3e du championnat de République tchèque de cyclo-cross
- 2017-2018
  - 2e du championnat de République tchèque de cyclo-cross
- 2018-2019
  - Classement général de la Toi Toi Cup
    - Toi Toi Cup #2, Hlinsko
    - Toi Toi Cup #3, Jičín

  - 3e de l'EKZ CrossTour
  - 3e du championnat de République tchèque de cyclo-cross
- 2019-2020
  - 2e de la Toi Toi Cup

## Palmarès en VTT

### Championnats d'Europe
- Berne 2013
  -  Médaillé de bronze du relais mixte par équipes

### Championnats du monde universitaire
- Jelenia Góra 2014
  -  Médaillé d'argent du contre-la-montre VTT[1]
  -  Médaillé de bronze du cross-country[2]